# Пісняр-лісовик прерієвий
Пісняр-лісовик прерієвий (Setophaga discolor) — вид горобцеподібних птахів родини піснярових (Parulidae). Поширений у Північній Америці.

## Поширення
Птах гніздиться у східній частині Північної Америки від південного краю Канади (південь Онтаріо) до північної частини Мексиканської затоки. Восени мігрує на південь, де зимує у Флориді, на Антильських островах (від Багамських островів до Пуерто-Рико) і на карибському узбережжі Центральної Америки від півострова Юкатан до Нікарагуа.

## Опис
Птах завдовжки від 12 до 13 см. Спостерігається невеликий статевий диморфізм. Вид вирізняється малюнком обличчя дорослих особин: жовте обличчя з двома темними смугами (чорними у самця, коричневими у самиці), одна через око, і загнуті догори вуса. У самців спинна частина і вушна зона оливково-зелені; хвіст і крила темніші, на крилах є дві лимонно-жовті смужки. Горло і нижня частина тіла жовті, боки чорні. На спині є коричневі плями, помітні зблизька. Самиця схожа на самця, але тьмяніша за кольором; на спині плям мало або зовсім немає.